# Силлабо-тоническое стихосложение
Силла́бо-тони́ческое стихосложе́ние (от греческого «συλλαβή» — «слог» и «τόνος» — «ударение») — способ организации стихотворения, при котором ударные и безударные слоги чередуются в определённом порядке, неизменном для всех строк стихотворения. Например:

Науки юношей питают,

Отраду старым подают,

В счастливой жизни украшают,

В несчастный случай берегут;

М. В. Ломоносов Ода на день восшествия на престол Елизаветы Петровны (1747)

## Терминология

### Стопа
Стопа́ (букв. перевод др.-греч. πους или лат. pes — нога, стопа, ступня; ступень; степень) — это последовательность нескольких безударных (слабых) и одного ударного (сильного) слогов, расположенных в определённом порядке. Для классических размеров стопа состоит либо из двух слогов (хорей и ямб), либо из трёх (дактиль, амфибрахий и анапест). Стопа является минимальной структурной единицей стиха. Количество стоп в стихотворной строке уточняет название размера, например, если стихотворение написано восьмистопным ямбом, значит в каждой строке 8 стоп (8 ударных слогов).

### Стихотворный размер
Стихотворный размер — правило чередования слабых и сильных слогов в стихе. По традиции, пришедшей из античной поэтики, размер принято определять как последовательность нескольких стоп, одинаковых или различных. Например, приведённое выше стихотворение Ломоносова написано четырёхстопным ямбом, то есть имеет следующую метрическую структуру:
__ _́_ · __ _́_ · __ __ · __ _́_
где __ — безударный слог, а _́_ — ударный слог.

### Метр и ритм в стихе
Стихотворные размеры не всегда выполняются в стихотворении точно, и часто бывают отступления от заданной схемы. Пропуск ударения, то есть замена ударного слога безударным, называется пиррихием, замена же безударного слога ударным называется спондеем.
Например, в следующем стихотворении, написанном шестистопным ямбом, в третьей стопе ударение пропущено, а в четвёртой — наоборот, добавлено.
|  | Скучна́ мне о́ттепель; во́нь, гря́зь — весно́й я бо́лен. | __ _́_ · __ _́_ · __ __ · _́_ _́_ · __ _́_ · __ _́_ __ |
|  | А.С. Пушкин                                        |                                                  |

Получающаяся последовательность ударных и безударных слогов называется ритмикой стиха, а схема, по правилам которой эта последовательность строится, — метрикой стиха.

## История развития силлаботоники
В европейском стихосложении силлабо-тоническая система формируется в результате взаимодействия силлабического стиха романских языков с тоническим аллитерационным стихом германских языков. Окончательно силлаботоника в Англии устанавливается в XV веке после Дж. Чосера, а в Германии — с начала XVII века в связи с реформой М. Опица.
Применительно к русскому языку правила силлабо-тонического стихосложения были разработаны В. К. Тредиаковским («Новый и краткий способ к сложению стихов Российских», 1735) и М. В. Ломоносовым («Письмо о правилах российского стихотворства», 1739). Именно Ломоносов создал стройную систему русского стихосложения, в частности, установив метры, опираясь на работу Тредиаковского, а также на опыт новоевропейской литературы.
Как продемонстрировал Джеймс Бейли, силлаботоника была неотъемлемым свойством русской народной эпической и лирической поэзии и раньше. Реформа Тредиаковского и Ломоносова заключалась лишь в возврате к исконной силлаботонике после эпохи господства силлабики, заимствованной из польского стихосложения через западнорусское посредство.
В XIX веке силлабо-тоническое стихосложение безраздельно господствовало в русской поэзии; выделялись лишь немногочисленные эксперименты с имитацией народных и античных размеров, например, гекзаметр в переводах «Илиады» и «Одиссеи» Гнедича и Жуковского, стих «Песен западных славян» Пушкина.
До середины XIX века в основном употреблялись двусложные размеры, трёхсложные размеры стали активно использоваться впервые в поэзии Некрасова.
Как реакция на господство на рубеже XIX—XX веков возникает противоположная тенденция к ослаблению и размыванию рамок стихотворной организации, возрождается тоника.